# باول ستيل
باول ستيل هو مجدف كندي، ولد في 5 ديسمبر 1957 في نيو ويستمينيستر في كندا.

## وصلات خارجية
- باول ستيل على موقع الاتحاد الدولي للتجديف (الإنجليزية)
- باول ستيل على موقع اللجنة الأولمبية الدولية (الإنجليزية)
- باول ستيل على موقع أوليمبيديا (الإنجليزية)
- باول ستيل على موقع اللجنة الأولمبية الكندية (الإنجليزية)
- باول ستيل على موقع اتحاد ألعاب الكومنولث (مؤرشف) (الإنجليزية)